# Рыжий, рыжий, конопатый
«Рыжий, рыжий, конопатый» — советский короткометражный рисованный мультфильм 1971 года режиссёра Леонида Носырева.
Третий из трёх сюжетов мультипликационного альманаха «Весёлая карусель» № 3.

## Сюжет
Рыжий мальчик Антошка, которого, согласно первой части тетралогии, звали копать картошку, на этот раз возвращается из фруктово-овощного магазина, где он купил помидоры. Все дети (в том числе 4 октябрёнка и их помощница) смеются над главным героем и дразнят его: «Рыжий, рыжий, конопатый, убил дедушку лопатой!»
Он обстреливает своих обидчиков горохом и бросает в них помидоры, но издевательства усиливаются. Тогда Антошка пришёл к своему дедушке. Тот сообщает, что его так же дразнят старушки.
Так и не получив от деда толкового совета, Антошка лезет на крышу, где к нему обращается солнце и говорит, что оно тоже рыжее, после чего делает рыжими буквально всех (даже воронёнка). Это веселит Антошку, отчего он интересуется: «Если каждый конопат, где на всех набрать лопат?»
Вступительные слова:

Если мальчик конопат,

Разве мальчик виноват,

Что на свет родился конопатым?

Но, однако, с малых лет

Пареньку прохода нет,

И кричат девчонки и ребята:

«Рыжий, рыжий, конопатый,

Убил дедушку лопатой!»

— А он дедушку не бил,

А он дедушку любил!

слова: Эдуард Успенский, музыка: Евгений Ботяров

## Съёмочная группа
- Сценарист: Эдуард Успенский
- Режиссёр и художник: Леонид Носырев
- Композитор: Евгений Ботяров
- Актёры:
  - Александра Бабаева — один из мальчиков
  - Светлана Шурхина — солнце
  - Клара Румянова — двое из девочек
  - Тамара Дмитриева — двое из мальчиков
  - Геннадий Дудник — дедушка / закадровый голос
  - Юлия Юльская — ехидные старушки
  - Маргарита Корабельникова — Антошка

## Антошка
Рыжий мальчик Антошка является «визитной карточкой» режиссёра Леонида Носырева. Помимо мультфильма «Рыжий, рыжий, конопатый», режиссёр использовал этого персонажа в мультфильмах «Антошка», «Два весёлых гуся» и «Фантазёры из деревни Угоры».